# Anton Schlusche
Anton Schlusche (17. dubna 1897 Horní Benešov – 17. června 1940 Bruntál) byl československý politik německé národnosti a meziválečný poslanec Národního shromáždění za Německou křesťansko sociální stranu lidovou, později za Sudetoněmeckou stranu.

## Biografie
Profesí byl redaktorem. Podle údajů z roku 1935 bydlel v Bruntálu.
Patřil mezi hlavní katolické aktivisty na severu Moravy a ve Slezsku. Anažoval se ve spolku Volksbund der deutschen Katholiken a redaktorem katolického tisku v Bruntálu. Od roku 1920 byl krajským tajemníkem německých křesťanských sociálů v Bruntálu. Po první světové válce byl též ředitelem okresní nemocenské pojišťovny.
V parlamentních volbách v roce 1935 se stal poslancem Národního shromáždění. Patřil ke kritikům Henleinovy SdP. V rámci Německé křesťansko sociální strany lidové náležel k aktivistickému proudu, který hodlal spolupracovat s československým státem. Po sloučení Německé křesťansko sociální strany lidové se Sudetoněmeckou stranou ovšem přešel v březnu 1938 do poslaneckého klubu SdP. Na podzim 1938 v souvislosti se změnami hranic Československa ztratil svůj mandát.
Za druhé světové války pracoval jako účetní revident a formálně vstoupil do NSDAP.
V katolickém politickém hnutí byl aktivní i jeho bratr Eduard Schlusche (1894–1945).